# عائلة عدنان
فريق عدنان هم عائلة كويتية طموحة في التمثيل وبشكل أعمق هي المسرحيات بدأت منذ : 2013 - حتى الآن ولدا العائلة حساب في منصة يوتيوب وتعتبر من أشهر اليوتيوبرز في دولة الكويت.